# Cessna C-165
«Сессна-165 Airmaster» (англ. Cessna 165 Airmaster) — американский лёгкий одномоторный самолёт. Выпускался компанией «Сессна». Сыграл важную роль в восстановлении компании «Сессна» в 1930-е годы после краха авиационной промышленности во время Великой депрессии в США.

## История самолёта Cessna 165
Самолет Cessna C-165 был произведен в 1934 году, поэтому первое его наименование и было С-34. Дальнейшее развитие самолет получил в поздних версиях: в версии С-37 (1937 года) самолет получил более широкую кабину, улучшенное шасси и закрылки с электроприводом. С-38 получил более высокого вертикальное хвостовое оперение, изогнутые стойки шасси и посадочный щиток под фюзеляжем. Последней модернизацией С-34 стали версии С-145 и С-165, которых было выпущено 80 единиц. Их отличие состояло в увеличении длины фюзеляжа и установка различных двигателей.

## Модификации
C-34Вместимость 4 человека, включая пилота; двигатель 145 л. с. (108 кВт); выпущено 42 единицы.
C-37Увеличенная (расширенная) кабина, улучшенное шасси и закрылки; выпущено 46 единиц.
C-38Оснащена широкими шасси с изогнутыми стойками шасси, увеличено вертикальное оперение; посадочный щиток под фюзеляжем; выпущено 16 единиц.
C-39Оригинальное обозначение Cessna C-145
C-145Установлен двигатель Warner Super Scarab (145 л.с.); выпущено 42 единицы.
C-165Установлен двигатель Warner Super Scarab (165 л.с.), радиальный поршневой.
C-165DУстановлен двигатель Warner Super Scarab (175 л.с.), звездообразный поршневой.
UC-77BВерсия Cessna C-34s для ВВС США; выпущено 2 единицы.
UC-77CВерсия Cessna C-37 для ВВС США; 1942 год, выпущена 1 единица.
UC-94Версия Cessna C-165s для ВВС США; 1942 год, выпущено 3 единицы.

## Лётно-технические характеристики

### Технические характеристики
- Экипаж: 1 человек
- Пассажировместимость: 3 человека
- Длина: 7,52 м
- Размах крыла: 10,41 м
- Высота: 2,36 м
- Профиль крыла: NACA 2412
- Масса пустого: 626 кг
- Максимальная взлётная масса: 1066 кг
- Масса полезной нагрузки: 434 кг
- Двигатели: 1× Warner Super Scarab
- Мощность: 1× 108 kW (145 hp)

### Лётные характеристики
- Максимальная скорость: 261 км/ч
- Крейсерская скорость: 243 км/ч
- Практическая дальность: 845—1263 км
- Практический потолок: 5500 м
- Скороподъёмность: 305 м/мин

## Эксплуатация
Австралия
- Королевские военно-воздушные силы Австралии

 Финляндия
- Военно-воздушные силы Финляндии

 США
- Военно-воздушные силы США